# Kanton Lugano
Der Kanton Lugano mit Hauptort Lugano war ein Kanton, der in der Helvetischen Republik von 1798 bis 1803 bestand. Er umfasste die vier italienischsprachigen Landvogteien Lugano, Mendrisio, Locarno und Valmaggia.
Bereits nach fünf Jahren wurden mit der von Napoléon diktierten Mediationsakte im Jahre 1803 die beiden Kantone Bellinzona und Lugano unter dem neuen Namen Kanton Ticino (Tessin) vereinigt.